# Стойчовци
Стòйчевци е село в Северна България, община Габрово, област Габрово.

## География
Село Стойчевци се намира на около 10 km североизточно от центъра на град Габрово, 7 km югозападно от Дряново и е в почти непосредствено съседство на запад със село Лесичарка. Разположено е в долината на левия приток на Дряновска река – река Андъка, която разделя територията на селото на северозападна и югоизточна част и чиято долина е граница между платото Стражата от запад и Габровските възвишения от изток. Край десния бряг на Андъка минава второстепенната железопътна линия Царева ливада – Габрово, разклонение на главната железопътна линия № 4 Русе – Подкова, а край левия бряг – първокласният републикански път I-5 (Русе – Велико Търново – Дряново – Габрово – Казанлък – ГКПП Маказа - Нимфея), частично съвпадащ с Европейски път Е85. Северозападната част на Стойчевци е изтеглена покрай спускащ се откъм платото малък ляв приток на Андъка, а през нея минава общинският път, започващ от кръстовище с път I-5 и водещ на запад през селата Лесичарка и Кметчета към връзка в село Велковци с третокласния републикански път III-5002.
Климатът е умереноконтинентален. Надморската височина при моста на река Андъка е около 365 m и нараства в северозападния край на селото по пътя до около 400 m, а в югоизточния край – до около 430 m.
Населението на село Стойчевци, наброявало 148 души при преброяването към 1934 г., намалява до 30 към 1975 г. и след малки колебания в числеността през следващите години, наброява 22 души (по текущата демографска статистика за населението) към 2019 г.

## История
През 1995 г. дотогавашното населено място колиби Стойчевци придобива статута на село..

## Население
Преброяване на населението през 2011 г.
Численост и дял на етническите групи според преброяването на населението през 2011 г.:
|                     | Численост | Дял (в %) |
| Общо                | 30        | 100,00    |
| Българи             | 29        | 96,66     |
| Турци               | 0         | 0,00      |
| Цигани              | 0         | 0,00      |
| Други               | 0         | 0,00      |
| Не се самоопределят | 0         | 0,00      |
| Неотговорили        | 0         | 0,00      |